# Pilar de Vicente-Gella
María Pilar Esther de Vicente-Gella Capó (Zaragoza, 23 de abril de 1942 - Madrid, 30 de abril de 2016) fue una escritora y bailarina española.

## Biografía
Nació en Zaragoza el 23 de abril de 1942, en el seno de una familia acomodada dedicada a la abogacía y de tendencias liberales. Fue la hija menor de María Pilar Capó Bonnafous y de Agustín Vicente Gella, abogado del estado, catedrático de Derecho Mercantil de la Facultad de Derecho de la Universidad de Zaragoza, que llegó a ser vicedecano de la Facultad de Derecho y, más tarde, rector de la Universidad. Su padrino fue Fausto Vicente Gella, hermano de su padre y letrado del Consejo de Estado. Su abuelo paterno Agustín Vicente Pérez fue alcalde de Teruel y su abuelo materno Juan Capó fue alto cargo del Banco de España. Su familia paterna era turolense y su familia materna mallorquina. Sus padres le transmitieron su afición por el arte, en especial por la música. Su madre tocaba el piano y su padre adoraba la ópera. Pilar de Vicente-Gella heredó una pasión total por la ópera. Asimismo, vivió siempre rodeada de cuadros, por lo que también le apasionó la pintura. Por otro lado, siempre estuvo muy orgullosa de haber nacido un 23 de abril, la fecha del fallecimiento de Miguel de Cervantes y de William Shakespeare (1616), día del libro y, actualmente, fiesta autonómica de la Comunidad Autónoma de Aragón, por celebrarse en esa fecha el día de San Jorge. 
Pasó la mayor parte de su infancia en Zaragoza y Teruel, con viajes ocasionales a Madrid, Barcelona, París o Milán, con el fin de asistir a representaciones de ópera en teatros como el Liceo de Barcelona o la Scala de Milán. Durante su infancia pasó una larga enfermedad, que fue el inicio de una salud delicada durante buena parte de su vida. Como consecuencia de ello, tuvo profesora particular en su casa hasta los ocho años de edad, entrando luego en el colegio del Sagrado Corazón, para cursar estudios de bachillerato, alternados con los de ballet clásico. Dejó temporalmente el bachillerato durante cinco años para dedicarse en mayor profundidad en el estudio del ballet. Finalmente, terminó el bachillerato en 1962, en el Instituto Femenino Miguel Servet de Segunda Enseñanza de Zaragoza. Se trasladó entonces a la Résidence des Soeurs Dominicaines de Moncarlo, para seguir con sus estudios de ballet.
En los años sesenta vive en París, Cannes y Montecarlo. En 1968 conoce al diplomático español Fausto Navarro Izquierdo, también aragonés aunque nacido en San Salvador, destinado en París, con quien se casa al año siguiente en Zaragoza. En 1971 nace su hijo primogénito en Neuilly-sur-Seine. En 1974, destinan a Fausto como cónsul general de España en Liverpool, donde nace el hijo menor. En 1978 se trasladan a Nueva Delhi. En 1980, destinan a Fausto como embajador de España en Abu Dhabi.,
En 1982 inicia los trámites para separarse de su marido. Establecida en Madrid, comenzó a frecuentar los círculos literarios, lo que le llevó a conocer a numerosos artistas, sobre todo poetas, como los zamoranos Jesús Hilario Tundidor y Claudio Rodríguez, el berciano Antonio González Guerrero o el gaditano Rafael Soto Vergés. En 1984 falleció su padre, lo que supuso un duro golpe para ella, y en 1993, su madre.
Falleció el 30 de abril de 2016, mientras trabajaba en una segunda entrega de A contratiempo. Su funeral se celebró en la Real Ermita de San Antonio de la Florida y una urna con sus restos descansa en el nicho de su padre, en el cementerio municipal de Teruel.

## En el ballet clásico
La vocación artística primera de Pilar se expresó fundamentalmente a través del ballet clásico. Empezó desde niña y llegó a abandonar el bachillerato (que terminaría alos después) tras la reválida de cuarto curso para recibir clases intensivas en la escuela de María de Ávila de Zaragoza. Marchó a Montecarlo, donde permaneció varias temporadas realizando cursos de perfeccionamiento con la directora del Ballet de la Ópera de Montecarlo, M. Besobrasova, exprimera bailarina de la Compañía de Fokine. Besobrasova enseñaba con el verdadero método Vaganova. En la escuela de Montecarlo, tomó clases, asimismo, con los siguientes profesores invitados: Natalia Krasowska (Ballet de Fokine y London's Festival Ballet), Ben de Rochemont (Het National Ballet, de Holanda, compañía de Rolland Petit y Ópera de Zúrich), Henrietta Hydendaal, Jocelyne Huriel, Elsa Marianne von Rosen (ballets escandinavos) y Pavel Smock (Ópera de Praga). En Cannes, dio clases en el estudio de Rosella Hightower, con ella misma, con José Ferrán (Compañía del Marqués de Cuevas) y con Franchetti (Ópera de París). En París dio clases con Misha Rezznikov, Serge Golovine (Compañía del Marqués de Cuevas y director del Ballet de la Ópera de Ginebra) y Solange Golovine (Compañía del Marqués de Cuevas y ayudante de coreografía en la compañía de Larraín). Todo esto le permitió formar parte de la compañía de ballet de la Ópera de Montecarlo durante la temporada 1967-68, Bailó en la gran gala anual por la onomástica del príncipe Raniero donde llegó a compartir escenario con el gran Rudolf Nureyev. Sin embargo, cuando la Compañía de Ballet Clásico de la Fundaçao Calouste Gubelkian le ofreció un contrato que habría sido un gran paso en una carrera profesional en el ballet, lo dejó y se casó.
Cuando volvió a España, aprovechó la presencia de María de Ávila para impartir clases de ballet en el Instituto Nacional de las Artes Escénicas y la Música a partir del 1 de diciembre de 1983, puesto que dejó al cabo de unos años `por diferencias con la dirección del centro.

## Carrera literaria

### Inicios hasta 1985
Pilar de Vicente-Gella comenzó a escribir desde la infancia. Aseguraba haber sido finalista en un concurso literario a los catorce años de edad.
Durante su estancia dos años en Nueva Delhi, entre 1978 y 1980, publicó en el Heraldo de Aragón numerosos artículos, reportajes y crónicas sobre la cultura y las relaciones sociales del país, así como algunos cuentos.
Fue precisamente en el Heraldo donde publicó su primer libro: El trasplante y otras narraciones para casi adultos, en 1981, con un prólogo de su padre y dedicatoria a su marido y a sus hijos. Su siguiente libro, The Man with White Slacks, lo escribió en inglés y lo publicó en Estados Unidos en 1985. El carácter poético de su prosa podría considerarse como una transición hacia su periodo más fecundo, centrado en la poesía. Lo dedicó a la memoria de su padre, el «hombre que le indicó el camino para amar a las mariposas».

### Periodo de mayor actividad poética 1987-2000
A partir de 1985, se concentró en la poesía. Su primer poemario publicado fue La eterna prometida, en 1987, en la colección de poesía Acuario de la editorial Andrómeda. El libro trató de presentar la muerte como algo anhelado sin temor, como una novia, hermana, madre o amante, que a todos iguala y que permite alcanzar la paz. Se lo dedicó a su madre. El libro se presentó en la Biblioteca Nacional el jueves 26 de noviembre de 1987, a cargo de Leoncio García-Jiménez, autor a su vez del prólogo. Más tarde, se incluiría un fragmento del poema III de La eterna prometida en la revista Norte; y el poema XXII en la revista chilena Correo de la poesía.
Ese mismo año fue seleccionada para la publicación de Voces nuevas, de la Editorial Torremozas, bajo la dirección de Luzmaría Jiménez Faro, con cuatro poemas: «¿Te imaginas?», «Huida incandescente», «Y los jinetes llegaron» y «Con diez palomas vino». Fue la primera colaboración entre editora y escritora, que se repetiría en varias ocasiones hasta el final de la vida de ambas, que se produjo con poco más de un año de diferencia.
En 1989 publicó en Bilbao A través de mi noche, en el Estudio de Proyección Editorial, como ganador de uno de los tres segundos premios del Premio Internacional Amado Nervo del año anterior.
De 1990 es Cuarto creciente, aparecido en la colección de poesía Tagore, de la editorial Andrómeda. Esta obra se presenta como un diálogo entre amantes en un jardín de al-Ándalus, para el que la autora hubo de investigar y utilizó numerosos vocablos castellanos con origen árabe. LLeva «a modo de prólogo» un par de páginas del poeta palestino Mahmud Sobh. Lo dedicó a la memoria de su tío Fausto Vicente Gella, «poeta del foro». El libro fue presentado el 6 de junio de 1990 en la Biblioteca Nacional, con la participación de Leoncio García-Jiménez, Mahmud Sobh y el poeta y filólogo Antonio González Guerrero. Más tarde, se incluirían los poemas 4, IV, 20 y XX de Cuarto creciente en el número de invierno de 1991-1992 de la revista norteamericana de poesía Puerto Norte y Sur, así como el poema XXII en el n.º 369, de septiembre-octubre de 1992, de la revista Norte. Se publicaron algunas críticas literarias de este libro como, por ejemplo, en la revista Manxa, de marzo de 1991.
En 1990 y en 1991 fue premiada en los dos primeros certámenes de poesía Pan de trigo de La Solana, provincia de Ciudad Real, con la espiga y la tahona, respectivamente. Asimismo, recibió el premio Vino Nuevo en la XXII Cata del vino nuevo y anochecer poético del grupo artístico-literario El trascacho de Valdepeñas, con el poema «No me llegues furtivo», leyéndolo, junto a los demás premiados, el 29 de noviembre de 1990 en el municipio manchego.
El 9 de abril de 1991 fue la protagonista de la cuarta conferencia del ciclo Escritoras aragonesas que se celebró en El Ateneo de Zaragoza.
En el número extraordinario de junio de 1992 de la revista Arboleda, publicó el poema «En el cruel silencio de las aves», así como una nota introductoria al principio del número.
El mismo mes, actuó de mantenedora de la edición de 1992 del certamen Loas a Santa Marina, organizado por la hermandad Virgen de las viñas, de Tomelloso, provincia de Ciudad Real.
En 1993, publicó en Nueva Delhi A orillas del Yamuna (On the Banks of the Yamuna), aunque lo escribió incluso antes de la publicación de La eterna prometida, un poemario en el que trata de expresar la fascinación que siempre le provocó la India y su capital en particular. Lo escribió en español y se publicó en edición bilingüe castellano-inglés. Fue traducido por el hispanista, director y editor de la Revista India de Estudios Españoles e Iberoamericanos Shyama Prasad Ganguly, quien también escribió el prólogo.
El mismo año publicó el poema «Artesa del verbo», dedicado a María Jesús Parra de la Rosa en la revista poética mallorquina Arboleda. En el número siguiente de la misma revista, fue la poeta invitada y publicó los poemas «Buscador de alto vuelo en la palabra» y «Alma te di de hermana».
En 1994 gana el primer premio del concurso de poesía del Ayuntamiento de La Solana (Ciudad Real).
En 1995 publica La casa abandonada, con la editorial Torremozas. En esta obra, la autora expresa las sensaciones que experimentó cuando tuvo que vaciar el piso del Paseo de la Independencia nº 23, en Zaragoza, tras el fallecimiento de su madre en julio de 1993. En la edición del 4 de mayo de 1996 del diario asturiano El Comercio, se publicó el poema número 3 de este libro. En el número 7 de la revista Terra Incógnita, de invierno de 2007, se publicaron en versión bilingüe española e inglesa los poemas 1 y 15 de este libro, con traducciones realizadas por Louis Bourne.
El mismo año publicó el poema «Reina Tierras Adentro» en el suplemento del Heraldo de Aragón del 12 de octubre por el Pilar.
En 1997 ganó el primer premio de poesía Nicolás del Hierro, del Ayuntamiento de Piedrabuena, provincia de Ciudad Real, con el libro Si por mi nombre alguna vez me llamas. El jurado estuvo formado por Joaquín Benito de Lucas, Pedro Antonio González Moreno, Francisco Caro Sierra y Nicolás del Hierro. Se lo dedicó a su amigo el catedrático de historia del arte Juan José Junquera. El jueves 19 de febrero de 1998, Pedro Antonio González Moreno y José Luis Cabezas Delgado presentaron este libro en el Ateneo de Madrid, bajo la presidencia de Acacia Uceta.
El mismo año publicó el poema «Las manos de Madre Teresa» en el suplemento del Heraldo de Aragón del 12 de octubre por el Pilar.
Casi al mismo tiempo que se publicó Si por mi nombre alguna vez me llamas, quedó finalista del premio Puente de Ventas 1997 con la novela Por amor a Wolfgang Amadeus, un relato sobre una mujer divorciada que trabaja como enfermera, con una madre enferma, una hija estudiando en Londres, un vecino amable y un amante diez años más joven que ella, que vive en la Avenida Donostiarra, en el barrio de Ventas del Espíritu Santo, a la que le gustaba pasear por el parque Eva Perón y en el de la Fuente del Berro y comprar en el mercado de Canillas pero que ahora tiene que quedarse en casa casi todas las tardes, cuidando de su madre y que comparte sus alegrías y dificultades con Mozart. Lo dedicó a sus hijos.
En 1998 publicó el poema «El manantial retuve» en la edición de primavera de ese año de la revista norteamericana de poesía en lengua española Puerto Norte y Sur.
En 1999, publicó el poema en cinco partes «En un atardecer arropado de mirtos» en la revista Rolde: Revista de Cultura Aragonesa.
En 2000, la Diputación de Zaragoza publicó En el frágil costado de la infancia. El poeta Rafael Soto Vergés le hizo el prólogo. Se lo dedicó a Rosa María Aranda, quien también publicó poesía y a la hija de esta con quien compartió carrera en el ballet. Se presentó el 2 de febrero de 2001 en el Palacio de Sástago de Zaragoza, junto con el libro Sílaba del anochecer, de Enrique Villagrasa. El 13 de febrero de 2001, Rafael Soto Vergés presentó el libro en Madrid, en la Agencia Española de Cooperación Internacional.
Aparte de las obras publicadas, durante esta etapa escribió muchas obras adicionales inéditas como, en poesía, Volver al Yamuna, y, en prosa, La niña azul, sobre sus recuerdos de infancia, o El rapto, novela sobre la adolescencia.

### Etapa de menor actividad: 2000-2014
A partir del año 2000, a medida que se iba deteriorando su salud, fue frenando su trabajo literario. En abril de 2003 participó en Arco Poético, presentada por Jesús de la Peña.
Hasta seis años después no publicó su siguiente poemario, Réquiem de julio, en la colección Torremozas en 2006. Se caracteriza por una dualidad entre el dolor de la muerte de su amigo Claudio Rodríguez en 1999, y los sentimientos al reencontrar a un amigo íntimo de mediados de los 80, de Abu Dhabi, hechos prácticamente simultáneos. Dedicado al poeta zamorano y a su viuda, el libro le ocasionó disgustos y malentendidos, a través de los ecos que le llegaron de varios lectores, incluida la propia viuda del poeta. Tardaría ocho años en encontrar ánimos para volver a escribir.

### Resurgimiento final: 2014-2016
En marzo de 2015 publica Tornaviaje en Torremozas. Dedicado a su difunto hermano mayor Agustín, expresa también la superación de la tristeza provocada por el mal entendimiento que se produjo alrededor de su poemario anterior. La muerte de la mejor amiga de la madre de la autora, fue el detonante para recordar y volver a escribir. El título del libro procede del explorador agustino Andrés de Urdaneta, conocido por descubrir y documentar la ruta por el Pacífico entre Filipinas y Acapulco, conocida como Ruta de Urdaneta o Tornaviaje.
En diciembre de 2015 publicó A contratiempo en Torremozas, su último libro y el primero en un género distinto al de los demás. En una presentación preparada entre diciembre de 2016 y enero de 2017, Luis Arrillaga definió este libro como «una serie de pensamientos, sentencias, máximas, aforismos, adagios, proverbios que parecen sacados de la Biblia y algunas greguerías que nada tienen que envidiar a las del mismo Ramón Gómez de la Serna.» Dedicó este libro a sus dos nietas, a quienes llamaba Michmich y Bibich, albaricoque y cervatillo en árabe. Fue un compendio de su filosofía vital que, al mismo tiempo, quería que sirviera como las recomendaciones a trasmitir a sus nietas cuando fueran adolescentes.

## homenajes póstumos
En la biblioteca pública de Retiro Elena Fortún, se le realizó un homenaje en la sesión del 12 de enero de 2017 de la tertulia mensual Arco Poético, bajo la presidencia de Pepa Nieto y con una presentación por parte de Luis Arrillaga. También participó el hijo menor de la autora y Ana de la Fuente envió un mensaje para el acto.
El 11 de mayo del mismo año se le hizo otro homenaje en la Asociación Española de Escritores y Artistas, bajo la presidencia del presidente de la asociación, José López Martínez. El acto fue orgánizado por Ángel las Navas Pagán, quien también realizó una presentación sobre la autora. El acto contó con la participación del poeta Jesús HIlario Tundidor. También participó el hijo menor de la autora, Agustín, y Soledad Cavero y Lola de la Serna enviaron sendos mensajes para el acto.

## Libros publicados

### Prosa
- El trasplante y otras narraciones para casi adultos. Ed. Heraldo de Aragón, Zaragoza, 1981.
- The Man With White Slacks, Vantage Press, Nueva York, 1985.
- Por amor a Wolfgang Amadeus, Ed. Grupo G, Finalista del Premio Puente de Ventas 1997, Madrid, 1998.

### Poesía
- La eterna prometida, Ed. Andrómeda, Madrid, 1987.
- A través de mi noche, Estudio de Proyección Editorial, Bilbao, 1989.
- Cuarto creciente, Ed. Andrómeda, Madrid 1990.
- A orillas del Yamuna - On the Banks of the Yamuna- versión bilingüe inglés/español, Wiley Eastern Limited, Nueva Delhi, 1993.
- La casa abandonada, Ed. Torremozas, Madrid, 1995.
- Si por mi nombre alguna vez me llamas, Colección Yedra, Premio de Poesía “Nicolás del Hierro”, Piedrabuena (Ciudad Real), 1997.
- En el frágil costado de la infancia, Excma. Diputación de Zaragoza, 2000.
- Requiem de julio, Colección Torremozas, Editorial Torremozas, 2006.
- Tornaviaje, Colección Torremozas, Editorial Torremozas, 2015.

### Reflexiones
- A contratiempo, Colección Ingrávida Noctámbula, Editorial Torremozas, 2015.

## Premios literarios
- Segundo premio del Premio Internacional Amado Nervo de 1988
- Espiga en el primer certamen Pan de Trigo de La Solana (Ciudad Real), 1990.
- Tahona, en el segundo certamen Pan de Trigode La Solana, 1991.
- Primer premio del concurso de poesía del Ayuntamiento de La Solana, 1994.
- Premio de Poesía Nicolás del Hierro, Piedrabuena (Ciudad Real), 1997.
- Finalista del Premio de Narrativa Puente de Ventas, Madrid, 1997.

## Artículos periodísticos
- "Fin de año en Delhi", Heraldo de Aragón, Zaragoza, domingo, 26 de noviembre de 1978.
- "Please", Heraldo de Aragón, Zaragoza, domingo, 3 de diciembre de 1978.
- "Toque de queda", Heraldo de Aragón, Zaragoza, jueves, 14 de diciembre de 1978.
- "Cuando la novia se viste de rojo", Heraldo de Aragón, Zaragoza, domingo, 7 de enero de 1979.
- "Dioses nuevos, cultos viejos", Heraldo de Aragón, Zaragoza, domingo, 4 de febrero de 1979.
- "Sus hijos; nuestros hijos", Heraldo de Aragón, Zaragoza, domingo, 18 de febrero de 1979.
- "Casi un cuento", Heraldo de Aragón, Zaragoza, domingo, 1 de abril de 1979.
- "Caminos, ciudades, nostalgias", Heraldo de Aragón, Zaragoza, domingo, 22 de abril de 1979.
- "Esta tierra tan lejana", Heraldo de Aragón, Zaragoza, domingo, 20 de mayo de 1979.
- "El valle de las sonrisas", Heraldo de Aragón, Zaragoza, jueves, 24 de mayo de 1979.
- "El valle de las sonrisas, II", Heraldo de Aragón, Zaragoza, domingo, 27 de mayo de 1979.
- "El tenue latido de las montañas", Heraldo de Aragón, Zaragoza, domingo, 24 de junio de 1979.
- "La tumba del Rozabal", Heraldo de Aragón, Zaragoza, domingo, 8 de julio de 1979.
- "El merengue", Heraldo de Aragón, Zaragoza, jueves, 12 de julio de 1979.
- "Srinagar, la ciudad flotante", Heraldo de Aragón, Zaragoza, domingo, 15 de julio de 1979.
- "Aprendices de brujo", Heraldo de Aragón, Zaragoza, domingo, 22 de julio de 1979.
- "Doce de julio", Heraldo de Aragón, Zaragoza, domingo, 5 de agosto de 1979.
- "Lluvias, hombres y animales", Heraldo de Aragón, Zaragoza, domingo, 26 de agosto de 1979.
- "El buen Akbar y su ciudad fantasma", Heraldo de Aragón, Zaragoza, domingo, 16 de septiembre de 1979.
- "Democracia y buen gusto", Heraldo de Aragón, Zaragoza, domingo, 7 de octubre de 1979.
- "El amor como camino. Una tarde con Francisco Matos Paoli e Isabel Freire", Luces y Sombras, número 2, Madrid, otoño de 1991.
- "En la ebriedad de la poesía. Una tarde con Claudio Rodríguez", Luces y Sombras, número 3, Madrid, invierno de 1992.
- "Manuel Alvar: la elegancia de un intelectual", Luces y Sombras, número 7, Madrid, 1993.